# Вельїця
Вельїця (рос. Вельица) — присілок в Опочецькому районі Псковської області Російської Федерації.
Населення становить 7 осіб. Входить до складу муніципального утворення Глубоковська волость.

## Історія
Від 2015 року входить до складу муніципального утворення Глубоковська волость.

## Населення
| 2001 | 2002 | 2010 | 2013 | 2014 | 2015 | 2016 |
| ---- | ---- | ---- | ---- | ---- | ---- | ---- |
| 8    | ↘7   | ↘6   | ↗7   | →7   | →7   | →7   |